# 마카오 축구 국가대표팀
마카오 축구 국가대표팀 (중국어 정체자: 澳門足球代表隊; 포르투갈어: Selecção Macaense de Futebol)은 마카오를 대표하는 축구 국가대표팀으로 마카오 축구 협회에서 관리한다. 아시아 축구 전체에서 최약체로 평가되는 팀들 중에 하나로 1949년 11월 25일 홈에서 열린 대한민국과의 친선 경기에서 국제 경기 데뷔전을 치렀으며 현재 마카오 올림픽 스포츠센터 스타디움을 홈 구장으로 사용하고 있다.

## 국제 대회 경력

### AFC 챌린지컵
2006년 AFC 챌린지컵을 통해 국제 대회에 처음으로 모습을 드러낸 이후 D조에서 타지키스탄, 키르기스스탄, 파키스탄을 상대로 1무 2패·조 최하위로 조별리그에서 탈락했고 대회 최종 순위에서도 16팀 중 15위에 머물렀다.

### AFC 솔리대리티컵
2018년 FIFA 월드컵 아시아 지역 1차 예선 탈락팀 자격으로 참가한 2016년 초대 대회이자 마지막 대회에서 네팔에 이어 준우승을 차지하며 AFC 주관 대회는 물론 모든 국제 대회를 통틀어 역대 최고 성적을 남겼고 팀 득점 랭킹에서도 11골의 라오스에 이어 2위(8골)에 올랐다.

### EAFF E-1 풋볼 챔피언십
처음으로 출전한 2003년 대회 예선 라운드에서 2승 2패를 기록하며 1986년 FIFA 월드컵 아시아 지역 예선 이후 18년만에 국제 대회 최다 승점 타이 기록을 수립했고 2010년 대회 예선 라운드에서는 9골을 터뜨리며 모든 국제 대회 예선을 통틀어 역대 최다 득점 기록을 갈아치웠다.

## 기타 국제 대회 경력
홈에서 열린 2006년 루소포니아 경기 대회에 출전하여 2전 전패로 조별리그에서 탈락했고 2012년 필리핀 피스컵에서도 4팀 중 최하위에 머물렀다.

## FIFA 월드컵
| 년도   | 결과      | 순위      | 경기      | 승        | 무*       | 패        | 득점      | 실점      | 승점      | 경기                                        | 승                                          | 무*                                         | 패                                          | 득점                                        | 실점                                        | 승점                                        |
| ------ | --------- | --------- | --------- | --------- | --------- | --------- | --------- | --------- | --------- | ------------------------------------------- | ------------------------------------------- | ------------------------------------------- | ------------------------------------------- | ------------------------------------------- | ------------------------------------------- | ------------------------------------------- |
| 1930년 | 비회원국  | 비회원국  | 비회원국  | 비회원국  | 비회원국  | 비회원국  | 비회원국  | 비회원국  | 비회원국  | 비회원국                                    | 비회원국                                    | 비회원국                                    | 비회원국                                    | 비회원국                                    | 비회원국                                    | 비회원국                                    |
| 1934년 | 비회원국  | 비회원국  | 비회원국  | 비회원국  | 비회원국  | 비회원국  | 비회원국  | 비회원국  | 비회원국  | 비회원국                                    | 비회원국                                    | 비회원국                                    | 비회원국                                    | 비회원국                                    | 비회원국                                    | 비회원국                                    |
| 1938년 | 비회원국  | 비회원국  | 비회원국  | 비회원국  | 비회원국  | 비회원국  | 비회원국  | 비회원국  | 비회원국  | 비회원국                                    | 비회원국                                    | 비회원국                                    | 비회원국                                    | 비회원국                                    | 비회원국                                    | 비회원국                                    |
| 1950년 | 비회원국  | 비회원국  | 비회원국  | 비회원국  | 비회원국  | 비회원국  | 비회원국  | 비회원국  | 비회원국  | 비회원국                                    | 비회원국                                    | 비회원국                                    | 비회원국                                    | 비회원국                                    | 비회원국                                    | 비회원국                                    |
| 1954년 | 비회원국  | 비회원국  | 비회원국  | 비회원국  | 비회원국  | 비회원국  | 비회원국  | 비회원국  | 비회원국  | 비회원국                                    | 비회원국                                    | 비회원국                                    | 비회원국                                    | 비회원국                                    | 비회원국                                    | 비회원국                                    |
| 1958년 | 비회원국  | 비회원국  | 비회원국  | 비회원국  | 비회원국  | 비회원국  | 비회원국  | 비회원국  | 비회원국  | 비회원국                                    | 비회원국                                    | 비회원국                                    | 비회원국                                    | 비회원국                                    | 비회원국                                    | 비회원국                                    |
| 1962년 | 비회원국  | 비회원국  | 비회원국  | 비회원국  | 비회원국  | 비회원국  | 비회원국  | 비회원국  | 비회원국  | 비회원국                                    | 비회원국                                    | 비회원국                                    | 비회원국                                    | 비회원국                                    | 비회원국                                    | 비회원국                                    |
| 1966년 | 비회원국  | 비회원국  | 비회원국  | 비회원국  | 비회원국  | 비회원국  | 비회원국  | 비회원국  | 비회원국  | 비회원국                                    | 비회원국                                    | 비회원국                                    | 비회원국                                    | 비회원국                                    | 비회원국                                    | 비회원국                                    |
| 1970년 | 비회원국  | 비회원국  | 비회원국  | 비회원국  | 비회원국  | 비회원국  | 비회원국  | 비회원국  | 비회원국  | 비회원국                                    | 비회원국                                    | 비회원국                                    | 비회원국                                    | 비회원국                                    | 비회원국                                    | 비회원국                                    |
| 1974년 | 비회원국  | 비회원국  | 비회원국  | 비회원국  | 비회원국  | 비회원국  | 비회원국  | 비회원국  | 비회원국  | 비회원국                                    | 비회원국                                    | 비회원국                                    | 비회원국                                    | 비회원국                                    | 비회원국                                    | 비회원국                                    |
| 1978년 | 비회원국  | 비회원국  | 비회원국  | 비회원국  | 비회원국  | 비회원국  | 비회원국  | 비회원국  | 비회원국  | 비회원국                                    | 비회원국                                    | 비회원국                                    | 비회원국                                    | 비회원국                                    | 비회원국                                    | 비회원국                                    |
| 1982년 | 예선 탈락 | 예선 탈락 | 예선 탈락 | 예선 탈락 | 예선 탈락 | 예선 탈락 | 예선 탈락 | 예선 탈락 | 예선 탈락 | 3                                           | 0                                           | 0                                           | 3                                           | 0                                           | 9                                           | 0                                           |
| 1986년 | 예선 탈락 | 예선 탈락 | 예선 탈락 | 예선 탈락 | 예선 탈락 | 예선 탈락 | 예선 탈락 | 예선 탈락 | 예선 탈락 | 6                                           | 2                                           | 0                                           | 4                                           | 4                                           | 15                                          | 6                                           |
| 1990년 | 불참      | 불참      | 불참      | 불참      | 불참      | 불참      | 불참      | 불참      | 불참      | 불참                                        | 불참                                        | 불참                                        | 불참                                        | 불참                                        | 불참                                        | 불참                                        |
| 1994년 | 예선 탈락 | 예선 탈락 | 예선 탈락 | 예선 탈락 | 예선 탈락 | 예선 탈락 | 예선 탈락 | 예선 탈락 | 예선 탈락 | 6                                           | 0                                           | 0                                           | 6                                           | 1                                           | 46                                          | 0                                           |
| 1998년 | 예선 탈락 | 예선 탈락 | 예선 탈락 | 예선 탈락 | 예선 탈락 | 예선 탈락 | 예선 탈락 | 예선 탈락 | 예선 탈락 | 6                                           | 1                                           | 1                                           | 4                                           | 3                                           | 28                                          | 4                                           |
| 2002년 | 예선 탈락 | 예선 탈락 | 예선 탈락 | 예선 탈락 | 예선 탈락 | 예선 탈락 | 예선 탈락 | 예선 탈락 | 예선 탈락 | 6                                           | 0                                           | 0                                           | 6                                           | 2                                           | 31                                          | 0                                           |
| 2006년 | 예선 탈락 | 예선 탈락 | 예선 탈락 | 예선 탈락 | 예선 탈락 | 예선 탈락 | 예선 탈락 | 예선 탈락 | 예선 탈락 | 2                                           | 0                                           | 0                                           | 2                                           | 1                                           | 6                                           | 0                                           |
| 2010년 | 예선 탈락 | 예선 탈락 | 예선 탈락 | 예선 탈락 | 예선 탈락 | 예선 탈락 | 예선 탈락 | 예선 탈락 | 예선 탈락 | 2                                           | 0                                           | 0                                           | 2                                           | 2                                           | 13                                          | 0                                           |
| 2014년 | 예선 탈락 | 예선 탈락 | 예선 탈락 | 예선 탈락 | 예선 탈락 | 예선 탈락 | 예선 탈락 | 예선 탈락 | 예선 탈락 | 2                                           | 0                                           | 0                                           | 2                                           | 1                                           | 13                                          | 0                                           |
| 2018년 | 예선 탈락 | 예선 탈락 | 예선 탈락 | 예선 탈락 | 예선 탈락 | 예선 탈락 | 예선 탈락 | 예선 탈락 | 예선 탈락 | 2                                           | 0                                           | 1                                           | 1                                           | 1                                           | 4                                           | 1                                           |
| 2022년 | 예선 탈락 | 예선 탈락 | 예선 탈락 | 예선 탈락 | 예선 탈락 | 예선 탈락 | 예선 탈락 | 예선 탈락 | 예선 탈락 | 2                                           | 1                                           | 0                                           | 1                                           | 1                                           | 3                                           | 3                                           |
| 2026년 | 예선 탈락 | 예선 탈락 | 예선 탈락 | 예선 탈락 | 예선 탈락 | 예선 탈락 | 예선 탈락 | 예선 탈락 | 예선 탈락 | 2                                           | 0                                           | 1                                           | 1                                           | 1                                           | 5                                           | 1                                           |
| 합계   |           |           |           |           |           |           |           |           |           | 39                                          | 4                                           | 3                                           | 32                                          | 17                                          | 173                                         | 15                                          |
| 순위   |           |           |           |           |           |           |           |           |           | 월드컵 예선 승점 순위 : 181위 (아시아 38위) | 월드컵 예선 승점 순위 : 181위 (아시아 38위) | 월드컵 예선 승점 순위 : 181위 (아시아 38위) | 월드컵 예선 승점 순위 : 181위 (아시아 38위) | 월드컵 예선 승점 순위 : 181위 (아시아 38위) | 월드컵 예선 승점 순위 : 181위 (아시아 38위) | 월드컵 예선 승점 순위 : 181위 (아시아 38위) |

## AFC 아시안컵
- 1956년 ~ 1976년 - 비회원국
- 1980년 - 예선 탈락
- 1984년 - 기권
- 1988년 - 불참
- 1992년 ~ 2004년 - 예선 탈락
- 2007년 - 불참
- 2011년 ~ 2027년 - 예선 탈락

### AFC 아시안컵 (예선)
| AFC 아시안컵 예선 기록 | AFC 아시안컵 예선 기록 | AFC 아시안컵 예선 기록 | AFC 아시안컵 예선 기록 | AFC 아시안컵 예선 기록 | AFC 아시안컵 예선 기록 | AFC 아시안컵 예선 기록 | AFC 아시안컵 예선 기록 |
| 년도                   | 경기                   | 승                     | 무*                    | 패                     | 득점                   | 실점                   | 승점                   |
| ---------------------- | ---------------------- | ---------------------- | ---------------------- | ---------------------- | ---------------------- | ---------------------- | ---------------------- |
| 1956년                 | 비회원국               | 비회원국               | 비회원국               | 비회원국               | 비회원국               | 비회원국               | 비회원국               |
| 1960년                 | 비회원국               | 비회원국               | 비회원국               | 비회원국               | 비회원국               | 비회원국               | 비회원국               |
| 1964년                 | 비회원국               | 비회원국               | 비회원국               | 비회원국               | 비회원국               | 비회원국               | 비회원국               |
| 1968년                 | 비회원국               | 비회원국               | 비회원국               | 비회원국               | 비회원국               | 비회원국               | 비회원국               |
| 1972년                 | 비회원국               | 비회원국               | 비회원국               | 비회원국               | 비회원국               | 비회원국               | 비회원국               |
| 1976년                 | 비회원국               | 비회원국               | 비회원국               | 비회원국               | 비회원국               | 비회원국               | 비회원국               |
| 1980년                 | 3                      | 1                      | 0                      | 2                      | 4                      | 7                      | 3                      |
| 1984년                 | 기권                   | 기권                   | 기권                   | 기권                   | 기권                   | 기권                   | 기권                   |
| 1988년                 | 불참                   | 불참                   | 불참                   | 불참                   | 불참                   | 불참                   | 불참                   |
| 1992년                 | 3                      | 1                      | 1                      | 1                      | 4                      | 4                      | 4                      |
| 1996년                 | 3                      | 1                      | 0                      | 2                      | 7                      | 12                     | 3                      |
| 2000년                 | 3                      | 1                      | 0                      | 2                      | 1                      | 4                      | 3                      |
| 2004년                 | 2                      | 0                      | 0                      | 2                      | 0                      | 5                      | 0                      |
| 2007년                 | AFC 챌린지컵 배정      | AFC 챌린지컵 배정      | AFC 챌린지컵 배정      | AFC 챌린지컵 배정      | AFC 챌린지컵 배정      | AFC 챌린지컵 배정      | AFC 챌린지컵 배정      |
| 2011년                 | AFC 챌린지컵 배정      | AFC 챌린지컵 배정      | AFC 챌린지컵 배정      | AFC 챌린지컵 배정      | AFC 챌린지컵 배정      | AFC 챌린지컵 배정      | AFC 챌린지컵 배정      |
| 2015년                 | AFC 챌린지컵 배정      | AFC 챌린지컵 배정      | AFC 챌린지컵 배정      | AFC 챌린지컵 배정      | AFC 챌린지컵 배정      | AFC 챌린지컵 배정      | AFC 챌린지컵 배정      |
| 2019년                 | 8                      | 0                      | 1                      | 7                      | 5                      | 20                     | 1                      |
| 2023년                 | 2                      | 1                      | 0                      | 1                      | 1                      | 3                      | 3                      |
| 2027년                 | 진행중                 | 진행중                 | 진행중                 | 진행중                 | 진행중                 | 진행중                 | 진행중                 |
| 합계                   | 24                     | 5                      | 2                      | 18                     | 22                     | 55                     | 17                     |

## AFC 챌린지컵
| 년도   | 결과          | 경기      | 승        | 무*       | 패        | 득점      | 실점      | 승점      |
| ------ | ------------- | --------- | --------- | --------- | --------- | --------- | --------- | --------- |
| 2006년 | 조별리그      | 3         | 0         | 1         | 2         | 2         | 8         | 1         |
| 2008년 | 예선 탈락     | 예선 탈락 | 예선 탈락 | 예선 탈락 | 예선 탈락 | 예선 탈락 | 예선 탈락 | 예선 탈락 |
| 2010년 | 예선 탈락     | 예선 탈락 | 예선 탈락 | 예선 탈락 | 예선 탈락 | 예선 탈락 | 예선 탈락 | 예선 탈락 |
| 2012년 | 예선 탈락     | 예선 탈락 | 예선 탈락 | 예선 탈락 | 예선 탈락 | 예선 탈락 | 예선 탈락 | 예선 탈락 |
| 2014년 | 예선 탈락     | 예선 탈락 | 예선 탈락 | 예선 탈락 | 예선 탈락 | 예선 탈락 | 예선 탈락 | 예선 탈락 |
| 합계   | 조별리그(1회) | 3         | 0         | 1         | 2         | 2         | 8         | 1         |

## AFC 솔리대리티컵
| AFC 솔리대리티컵 기록 | AFC 솔리대리티컵 기록 | AFC 솔리대리티컵 기록 | AFC 솔리대리티컵 기록 | AFC 솔리대리티컵 기록 | AFC 솔리대리티컵 기록 | AFC 솔리대리티컵 기록 | AFC 솔리대리티컵 기록 | AFC 솔리대리티컵 기록 | AFC 솔리대리티컵 기록 |
| 년도                  | 결과                  | 순위                  | 경기                  | 승                    | 무*                   | 패                    | 득점                  | 실점                  | 승점                  |
| --------------------- | --------------------- | --------------------- | --------------------- | --------------------- | --------------------- | --------------------- | --------------------- | --------------------- | --------------------- |
| 2016년                | 준우승                | 2위                   | 5                     | 2                     | 2                     | 1                     | 8                     | 5                     | 8                     |
| 합계                  | 1회 출전(1/1)         | 준우승(1회)           | 5                     | 2                     | 2                     | 1                     | 8                     | 5                     | 8                     |

## 주요 선수
- 렁카항
- 니콜라스 토랑
- 호만호우
- 콩청호우
- 제리 찬만
- 호만파이
- 레이카힘

## 역대 감독
| 감독              | 임기        |
| ----------------- | ----------- |
| 가게야마 마사나가 | 2006 ~ 2008 |